# Нитрит аммония
Аммония нитрит, NH4NO2 — соль, белый, мелкокристаллический порошок, при хранении желтеет.

## Получение
Восстановлением водородом в момент выделения нитрата аммония из слабокислых растворов:
{\displaystyle {\mathsf {NH_{4}NO_{3}+2H^{0}\ {\xrightarrow {Zn,HCl}}\ NH_{4}NO_{2}+H_{2}O}}}
Поглощение смеси газообразных оксидов NO и NO2 (или неустойчивого N2O3) водным раствором аммиака:
{\displaystyle {\mathsf {2NH_{3}\cdot H_{2}O+NO+NO_{2}\ {\xrightarrow {}}\ 2NH_{4}NO_{2}+H_{2}O}}}
Обменными реакциями:
{\displaystyle {\mathsf {KNO_{2}+NH_{4}ClO_{4}\ \rightleftarrows \ NH_{4}NO_{2}+KClO_{4}\downarrow }}}

## Физические свойства
Белый кристаллический порошок, хорошо растворяется в холодной воде (в горячей — разлагается).

## Химические свойства
Аммония нитрит — неустойчивое вещество, и при нагревании разлагается:
{\displaystyle {\mathsf {NH_{4}NO_{2}\ {\xrightarrow {60-70^{o}C}}\ N_{2}+2H_{2}O}}}
при резком нагревании возможен взрывной характер разложения.
Как соль слабого основания и слабой кислоты разлагается кислотами и щелочами:
{\displaystyle {\mathsf {NH_{4}NO_{2}+HCl\ {\xrightarrow {}}\ NH_{4}Cl+HNO_{2}}}}
{\displaystyle {\mathsf {NH_{4}NO_{2}+NaOH\ \xrightarrow {} \ NH_{3}\uparrow +H_{2}O+NaNO_{2}}}}
Окисляется кислородом воздуха (процесс ускоряется при повышенной температуре в присутствии влаги):
{\displaystyle {\mathsf {2NH_{4}NO_{2}+O_{2}\ {\xrightarrow {\tau }}\ 2NH_{4}NO_{3}}}}

## Применение
Нитрит аммония используется в качестве родентицида, дезинфектора и сельскохозяйственного пестицида. Токсин для человека и водных организмов.